# NGC 3631
NGC 3631 je spirální galaxie v souhvězdí Velké medvědice. Objevil ji William Herschel 14. dubna 1789. Odhady její vzdálenosti od Země se pohybují v širokém rozsahu od 22
do 79 milionů světelných let,
ale pravděpodobná hodnota je spíše 50 milionů světelných let.
Přesnější určení její vzdálenosti by pomohlo rozhodnout, zda je členem skupiny galaxií M 109, nebo zda je hlavním členem vlastní malé skupiny galaxií označené LGG 241.
Halton Arp tuto galaxii zařadil do svého katalogu zvláštních galaxií pod označením Arp 27 jako příklad galaxie s jedním výrazným ramenem, ale jinak se zdá být docela běžnou galaxií s výraznou dvojramennou spirální strukturou. Galaxie je k Zemi natočená téměř přesně čelem, její osa je od směru k Zemi odkloněná o 17°.

## Supernovy
V této galaxii bylo pozorováno několik supernov: SN 2016bau typu Ib s magnitudou 14,6,
SN 1996bu typu IIn s magnitudou 17,3, SN 1965L s magnitudou 16,0 a SN 1964A s magnitudou 17,0.